# Јамато (држава)
Краљевина Јамато (јап. ヤマト王権, Јамато Окен), племенски савез који је владао централним областима Јапана (са седиштем у данашњој префектури Нара, некадашња провинција Јамато) у истоименом периоду јапанске историје од 4. до 7. века. Након Таика реформи (645-710) прерастао је у Јапанско царство.

## Историја
Најон што је народ Јајоји (300. п.н.е до 300. н.е) на острву Кјушу и западном делу острва Хоншу увео јапанска острва у бронзано и гвоздено доба, средином 4. века у централном делу острва Хоншу формирана је већа држава Јамато.

### Порекло
Јапан је у четвртом веку нове ере, иако далеко од уједињења, тако добијао изглед земље, препуне насељених заједница, трговачких градова, локалних вођа који се боре за контролу и формалне размене између регионалних господара и страних званичника – шта данас бисмо назвали дипломатијом. Штавише, појава великих хумки-гробница у ово време сугерише да се политички поредак кретао ка већим и трајнијим државним организацијама. Назване кофун („старе хумке“), ове гробнице су сведочиле о успону богате владајуће класе и дале своје име епохалном периоду, од око 300. до средине 600-их година нове ере, када је Јапан развио централизовану државну структуру и прешао из праисторије до јасније историје засноване на записима. Неколико гробних хумака је већ било изграђено средином Јајои периода, а једна од првих је била 15 стопа висока и 130 стопа дугачка хумка у Јошиногарију, за који се верује да је био једна од престоница племенског савеза Јаматај, прве веће државе у Јапану (средином 3. века). Али на крају Јајоја кофуни су се умножили, појављујући се у десетинама хиљада, првенствено у региону Нара у централном Хоншуу. Многе од ових гробница биле су огромне — неке од њих биле су дугачке и до 1.500 стопа — а више од 5.000 их је било у облику кључаоница, окружених са до три јарка. У унутрашњости су се налазили предмети који су били важни у животу покојника, посебно бронзана огледала и накит. Споља су били окружени са чак 20.000 глинених фигурина, званих ханива, које су представљале скоро сваки аспект јапанског живота и друштва: ратнике, куће, сељаке са минђушама, коње, племиће, играче, тетовиране мушкарце, музичке инструменте, животиње.
Неки мисле да су ханива коришћене да се хумци не еродирају, други да су били намењени да заштите покојнике од злих духова—али сви се слажу да су прилично живо демонстрирали богатство владајуће класе у настајању и утицај континенталне културе из Кореје и Кине.
Тадашњи покрет Јапана ка централизованом државном систему био је на значајне начине подстакнут догађајима на континенту. Од трећег до шестог века било је време непрекидног ратовања у Кини и Кореји, а битке су приморале нове таласе избеглица, посебно из Кореје, да дођу у Јапан, где су се помешали са локалним становништвом. Са собом су донели технологије за наводњавање пиринча и систем за писање; пружили су стручност за изградњу храмова и грнчарских пећи; демонстрирали су рачуноводствене технике и предложили нове административне структуре, као и нове методе бојења и ткања. Имигранти су такође донели седла и узде, олакшавајући употребу коња у јапанским регионалним ратовима. Неки научници сматрају да су корејски имигранти заправо преузели јапанску структуру моћи у овим годинама, али већина мисли да су били једноставно асимилирани, подучавајући нове вештине и помажући у локалним борбама за моћ.

### Популација
Без обзира на ситуацију, имигранти су дотакли скоро сваку област живота Кофуна. Становништво Јапана је порасло са мање од милион у касном хладном периоду Џомон на процењених пет милиона до краја топлијих година Кофуна. И људи су живели боље. Док су приобални засеоци понекад патили од упада пирата, већина сељана је имала боље приходе, боље сорте пиринча и бољу заштиту од хирова природе, захваљујући новим пољопривредним вештинама. Нова пећ за кување од глине, названа камадо, учинила је унутрашњост мање задимљеном и уштедела гориво. Религија је сада постала сложенија пошто су анимистичке праксе шинтоизма биле изазване организованијим доктринама континенталног будизма засноване на светим списима. Унутар владајућих класа појавили су се и нови друштвени односи, пошто су владари одређивали истакнуте кланове, зване уџи, да служе двору и помажу са администрацијом. Уџи су заузврат контролисали мање породице, зване бе, које су добиле специфичне задатке као што су пружање верских услуга, прављење седла, служење писарима или управљање кухињама моћних. Ове групе су пружиле основу за већи део друштвене структуре која ће доминирати статусним односима током многих векова.

### Легенде о настанку државе
Како је друштво постајало све уједначеније, почела је да се обликује централна држава у чијем центру је био краљ. Прича о његовом настанку је најзанимљивије, иако фантастично, испричана у најранијим сачуваним списима Јапана, Коџики из осмог века (Запис о древним стварима) и Нихон шоки  (Хроника Јапана), с намером да оправдају легитимитет нове линије поглавица – која се често назива сунчевом династијом, због њиховог наводног порекла од богиње сунца, Аматерасу – ови радови садрже јапанске митове о стрварању државе. Они описују божанско порекло земље, у којој су богови Изанаги и Изанами родили свако острво, једно за другим. Они приповедају о спуштању Аматерасуовог унука, Ниниги но Микото, са неба да би увео ред на острва. А у причи која ће обликовати идентитет Јапана у каснијим вековима, они говоре како је први цар, Џиму, дошао са јужног Кјушуа у равницу Кинај у централном Хоншуу (наводно 660. п. н. е.) — „лепу земљу са свих страна окружену плавим планинама“ у „центру света“—да започне „небески задатак“ царске владавине. Многе од ових прича обилују именима владара и богова; друге одишу енергијом и фантазијом. Све од њих, међутим, говоре о настојању моћних породица у региону Кинај да уметну различите локалне и регионалне традиције у свеобухватну централну причу.

### Историјске чињенице
У чињеничнијем запису о појављивању клана Јамато из Кинаија као суверена током ере Кофун, који су саставили историчари користећи комбинацију археолошких налаза, кинеских записа и Нихон шокија, можда недостају натприродни елементи, али је скоро једнако занимљиво. У 4. и 5. веку су се борбе међу регионалним поглавицама у Јапану наставиле још интензивније, док су породице из региона Кинај постигле превласт до 500-их година. У раном четвртом веку, чини се да су господари из Кинаја као што су Оџин и Нинтоку водили битке чак до северног Кјушуа и Кореје. Они су такође тражили легитимитет на континенту, како усвајањем кинеских образаца владавине, тако и обезбеђивањем писменог одобрења од кинеских владара. Хронике нам говоре да се Нинтоку, на пример, пажљиво придржавао конфучијанског правила да званичници морају да воде рачуна о добробити својих поданика. Попевши се на кулу и видевши да „у земљи нема дима“, закључио је да су „људи сиромашни, и . . . у кућама нико не кува свој пиринач“, а затим прогласио трогодишњи мораторијум на порезе и кулук сељака иако је његова супствена палата оронула.
Тријумф владара Кинаја у 500-им и 600-им годинама као господара већег дела централног и јужног Јапана (иако не и читавог архипелага) био је поново подстакнут интеракцијом континенталних и домаћих фактора. Код куће, жестоке борбе међу регионалним вођама и племенима биле су уравнотежене честим склапањем савеза, при чему су односи често цементирани браковима између моћних породица. Страни утицај на овај процес показао се делом у тактичкој војној предности која је била резултат употребе увезених коња, а делом у доприносима имигрантских корејских занатлија, писара и администратора изградњи државе Кинај, која је средином 600-их била усредсређена на благим брдима Асуке, јужно од данашње Наре.
Подједнако важно за процес формирања државе било је увођење будизма. Према извештају Нихон шокија, корејски владар је послао званичницима Асуке неколико списа и статуу Буде 550-их година — и на тај начин покренуо још једну борбу за моћ. Два утицајна клана која су надгледала верске церемоније на Јамато двору, Накатоми и Мононобе, супротставили су се континенталној религији као страној, док ју је породица Сога, која је била у успону, заговарала. Међутим, борба је заправо имала више везе са политичким амбицијама него са религиозним идејама или сујеверним страховима, а када је будизам на крају победио, оставио је трага на скоро свим аспектима националног живота. То је такође довело клан Сога до политичке доминације.
Друга краљица, Суико, била је на престолу почетком седмог века, када је Јамато краљевство постало чврсто успостављено. Ћерка мајке из клана Сога, попела се на престо 593. године, након што је њен полубрат, краљ Сушун, убијен, и три деценије она и њен нећак/саветник Шотоку Таиши деловали су као савладари, успостављајући Асуку као центар моћи у Кинају и подстичући реформе које би успоставиле царску контролу. Суико је обележено тридесет шест година на функцији најдужа царска владавина од њеног времена све док Муцухито није постала Меиђи цар 1868.
Шотоку је познатији од своје тетке, делом због тога што су га Нихон шоки учинио свецем: дете које је проговорило по рођењу, добротвор који је, видевши изгладњелог човека поред пута, „дао му да једе и пије и узео са своје одеће, обукао у њу гладног човека“, владар чија је смрт изазвала вапаје да су се „небо и земља срушили у пропаст“. Међутим, није јасно ко је заслужан за коју од реформи током њихове заједничке владавине. Оно што је сигурно јесте да су реформе биле фундаменталне за консолидацију новог режима којим доминира краљ и да су црпиле дубоку инспирацију из Кине, која је недавно уједињена 580-их година под династијом Суи. Кореја је до сада постала мање важна у јапанском уму, пала је у сенку свог западног суседа. Кина је, напротив, постала извор напредне цивилизације и административне мудрости. Као резултат тога, Асука влада је покушала да консолидује власт применом кинеских административних стилова и наглашавањем конфучијанских доктрина лојалности, врлине и хармоније.